# Omer Van Trimpont
Omer Van Trimpont (Geraardsbergen, 15 september 1895 – Ninove, 14 april 1955) was socialistisch burgemeester van Ninove van 1945 tot 1955.

## Levensloop
In de Eerste Wereldoorlog werkte Van Trimpont in Ruddervoorde als opgeëiste. Na de oorlog ging hij werken in de Waalse gieterij, waar hij vakbondsafgevaardigde werd.
In 1928 verhuisde hij naar Ninove waar hij beheerder werd van de bakkerij, de winkel en het café van de socialistische coöperatieve. In 1932 stelde hij zich in Ninove kandidaat bij de lokale verkiezingen op de socialistische lijst. Hij werd verkozen als gemeenteraadslid. Nadien werd hij eerste schepen onder het burgemeesterschap van liberaal burgemeester Clément Behn. Toen deze in juni 1945 ziek werd, nam Van Trimpont als eerste schepen de taak van waarnemend burgemeester op zich tot aan de verkiezingen van oktober 1946. Van Trimpont won deze verkiezingen en werd in januari 1947 aangesteld als volwaardig burgemeester van Ninove. Hij bleef deze functie uitoefenen tot aan zijn dood in 1955.
Van Trimpont is de vader van Robert Van Trimpont (1917-1998), volksvertegenwoordiger voor de BSP van 1956 tot 1961.